# Estación de Los Campos
Los Campos es un apeadero ferroviario situado en el municipio español de Corvera de Asturias, en el Principado de Asturias. Forma parte de la línea C-3 de Cercanías Asturias. 

## Situación ferroviaria
Se encuentra en el punto kilométrico 12,739 de la línea férrea de ancho ibérico que une Villabona de Asturias con San Juan de Nieva a 45 metros de altitud. El tramo es de vía única y está electrificado.

## La estación
Cuando se abrió al tráfico el 26 de julio de 1890 el tramo Avilés-Villabona de Asturias de la línea que pretendía unir esta última con San Juan de Nieva, no se dispuso de ninguna parada en Los Campos. El apeadero se abrió el día 17 de septiembre de 1991. Sus sencillas infraestructuras se limitan a un andén lateral al que accede la vía principal. 
Desde el 31 de diciembre de 2004 Renfe Operadora explota la línea mientras que Adif es la titular de las instalaciones ferroviarias.

## Servicios ferroviarios

### Cercanías
Forma parte de la línea C-3 de Cercanías Asturias. La frecuencia habitual de trenes es de un tren cada 30-60 minutos.
| procedencia/destino | < estación | Línea | estación > | destino/procedencia |
| ------------------- | ---------- | ----- | ---------- | ------------------- |
| San Juan de Nieva   | Villalegre |       | Nubledo    | Llamaquique         |